# Кампанья
Кампанья (итал. Campagna) — коммуна в Италии, располагается в регионе Кампания, в провинции Салерно.
Население составляет 15 907 человек (на 2008 г.), плотность населения составляет 116,21 чел./км². Занимает площадь 135,41 км². Почтовый индекс — 84020, 84022. Телефонный код — 0828.
Покровителем коммуны почитается святой Антонин из Сорренто, празднование 14 февраля.